# Colby Association Football Club
Il Colby Association Football Club  è una società calcistica di Colby, Isola di Man. Milita nella Division Two, la seconda divisione del campionato nazionale.

## Storia
Fondato nel 1919, ha cambiato quattro volte i colori sociali prima di scegliere l'attuale divisa a strisce bianche e nere. Ha sede a Colby, nel sud-ovest dell'Isola di Man .
Nella sua storia vanta la vittoria della Manx Fa Cup nel 1927-28 . Nel 1989-90 ha vinto la Paul Henry Gold Cup, battendo in finale il Corinthians A.F.C. per 1-0. Nella stagione 1990-91 ha vinto la Woods Cup, battendo in finale il Braddan A.F.C. per 2-1. Riuscirono, inoltre, a conquistare la finale dell'edizione annuale della Henry Gold Cup.
Nel 1994-95 vinsero nuovamente la Woods Cup, battendo in finale il Ramsey Youth Centre Old Boys per 3-0, replicando nuovamente nel 1996-97 (vittoria per 1-0 contro il Peel A.F.C.. Nel 1995-96 persero la finale della Paul Henry Gold Cup.
Nella stagione 1996-97 vinsero la Paul Henry Gold Cup e ottennero la promozione in 
Premier League come secondi classificati, retrocedendo la stagione successiva terminata in ultima posizione. Nel 2000-01 vinsero la Paul Henry Gold Cup e nel 2001-02 ottennero la promozione in prima divisione terminando la stagione come vincitori della seconda divisione. Persero, però, la finale di Paul Henry Gold Cup. Nel 2004-05 retrocessero nuovamente. La stagione successiva vinsero la Woods Cup, battendo in finale l'Union Mills F.C. per 1-0. Persero, però, la finale di Paul Henry Gold Cup.
Nella stagione 2007-08 vennero promossi in massima divisione avendo vinto la Division Two . Classificandosi 12° al termine della stagione 2008-09 retrocede in Division Two.

## Palmarès

### Campionato
- Second Division champions (1): 2007-08

### Coppe
- FA Cup (1): 1927-28
- Woods Cup (5): 1990-91, 1994-95, 1996-97, 2005-06, 2007-08
- Paul Henry Gold Cup (4): 1989-90, 1992-93, 1996-97, 2000-01
  - Finalista (4): 1990-91, 1995-96, 2001-02, 2005-06